# Землов
Землов (нем. Semlow) — община в Германии, в земле Мекленбург-Передняя Померания.
Входит в состав района Северная Передняя Померания. Подчиняется управлению Рибниц-Дамгартен.  Население составляет 786 человек (на 31 декабря 2010 года). Занимает площадь 34,38 км².